# Crkva Gospe Lurdske i sv. Josipa u Leskovcu Barilovićkom
Crkva Gospe Lurdske i sv. Josipa je crkva u naselju Leskovac Barilovićki koje je u sastavu općine Barilović, zaštićeno kulturno dobro.

## Opis dobra
Crkva je smještena u naselju, sagrađena kao jednobrodna građevina s lađom pravokutnog tlocrta, sakristijom južno uz svetište i zvonikom iznad glavnog pročelja. Prostor lađe svođen je s dva traveja čeških svodova, prostor svetišta češkim svodom i polukalotom na zaključku. Nakon što je uredbom Josipa II. 1782. godine osnovana župa, iste godine sredstvima fonda vjerozakonske zaklade sagrađena je crkva. Kvalitetan je primjer baroknog funkcionalizma tipske krajiške crkve Karlovačkog generalata, dominantnog položaja u naselju i sačuvanih izvornih obilježja.

## Zaštita
Pod oznakom Z-6332 zaveden je kao nepokretno kulturno dobro – pojedinačno, pravna statusa zaštićena kulturnog dobra, klasificirano kao "sakralna graditeljska baština".